# Chlaeniina
Sous-tribu
Synonymes
- Brachylobini Basilewsky & Grundmann, 1955
- Callistoidini Basilewsky, 1950
- Chlaenides Brullé, 1834
- Chlaenioctenini Basilewsky & Grundmann, 1955
- Chlaeniodini Jeannel, 1949
- Chlaenionini Jeannel, 1949
- Eccoptomenini Jeannel, 1949
- Harpaglossini Basilewsky, 1950
- Leptodinodini Basilewsky & Grundmann, 1955
- Lissaucheniidae Gistel, 1848

Les Chlaeniina sont une sous-tribu de coléoptères de la famille des Carabidae, de la sous-famille des Licininae et de la tribu des Chlaeniini.

## Genres
Actodus - 
Chlaenius - 
Eccoptomenus - 
Ectenognathus - 
Harpaglossus - 
Hololeius - 
Mirachlaenius - 
Parachlaenius - 
Perissostomus - 
Procletodema - 
Procletus - 
Rhopalomelus - 
Sphodroschema - 
Stenoodes - 
Stuhlmannium - 
Vachinius